# Evergreen (Echo & the Bunnymen)
Evergreen è il settimo album discografico in studio del gruppo musicale alternative rock britannico Echo & the Bunnymen, pubblicato nel 1997.

## Tracce
1. Don't Let It Get You Down – 3:52
2. In My Time – 3:26
3. I Want to Be There (When You Come) – 3:39
4. Evergreen – 4:11
5. I'll Fly Tonight – 4:24
6. Nothing Lasts Forever – 3:57
7. Baseball Bill – 4:04
8. Altamont – 3:53
9. Just a Touch Away – 5:09
10. Empire State Halo – 4:00
11. Too Young to Kneel – 3:40
12. Forgiven – 5:49